# Jacob Lindfors
Jacob Ulf Rickard Lindfors, född 5 augusti 1988 i Södertälje, är en svensk författare.
Jacob Lindfors har arbetat som politisk sekreterare åt Moderaterna i riksdagen och arbetar nu som omvärldsanalytiker åt ett försäkringsbolag. Lindfors debuterade som författare 2021 med boken Vinterpacket.